# AASI Jetcruzer 450
Der AASI Jetcruzer 450 ist ein Flugzeug des US-amerikanischen Herstellers AASI. Es handelt sich um ein sechssitziges, einmotoriges Geschäftsreiseflugzeug. Als Besonderheiten sind die Auslegung als Entenflugzeug und der Druckpropeller zu sehen. Die Maschine verfügt über keine Druckkabine. Das Fahrwerk ist einziehbar.
Der Erstflug erfolgte am 11. Januar 1989. Die Maschine wurde von einem Allison 250-C20S Turboproptriebwerk von 599 SHP angetrieben. Die Maschine wurde von der FAA am 14. Juni 1994 zugelassen. Insgesamt wurden 3 Prototypen gebaut. Eine Serienfertigung fand nicht statt, da sich AASI auf den Serienbau der mit einer Druckkabine ausgerüsteten AASI Jetcruzer 500 P konzentrieren wollte.
Die Jetcruzer 450 war das erste Flugzeug, das von der FAA als trudelsicher eingestuft wurde. Dazu wurde auch ein von Butler Parachute Systems, Inc. entwickeltes Fallschirmsystem eingesetzt.